# Staňkov I
Staňkov I je část města Staňkov v okrese Domažlice v Plzeňském kraji. Jde o část ležící severně a západně od Radbuzy. Prochází jí silnice I. třídy I/26. Je zde evidováno 403 adres. V roce 2011 zde trvale žilo 1462 obyvatel.
Staňkov I leží v katastrálním území Staňkov-město o rozloze 6,78 km².

## Historie
První písemná zmínka o vesnici pochází z roku 1367.

## Obyvatelstvo
| Rok            | 1869 | 1880  | 1890  | 1900  | 1910  | 1921  | 1930  | 1950  | 1961  | 1970  | 1980  | 1991  | 2001  | 2011  | 2021  |
| -------------- | ---- | ----- | ----- | ----- | ----- | ----- | ----- | ----- | ----- | ----- | ----- | ----- | ----- | ----- | ----- |
| Počet obyvatel | 795  | 1 008 | 1 181 | 1 358 | 1 397 | 1 528 | 1 684 | 2 854 | 2 906 | 2 789 | 1 701 | 1 540 | 1 392 | 1 462 | 1 504 |
| Počet domů     | 113  | 115   | 120   | 150   | 154   | 193   | 258   | 648   | 778   | 647   | 313   | 333   | 329   | 365   | 370   |

## Obecní správa
Při sčítání lidu v letech 1850–1937 Staňkov I byl samostatnou obcí v okrese Horšovský Týn (v letech 1850–1910 Horšův Týn). Od 1. března 1980 je částí města Staňkov v okrese Domažlice.

## Pamětihodnosti
V části Staňkov I se nachází 4 kulturní památky:
- Železobetonový silniční most přes řeku Radbuzu
- Radnice na náměstí TGM
- Zemědělská usedlost č.p. 70
- Dům č.p. 27

## Další fotografie

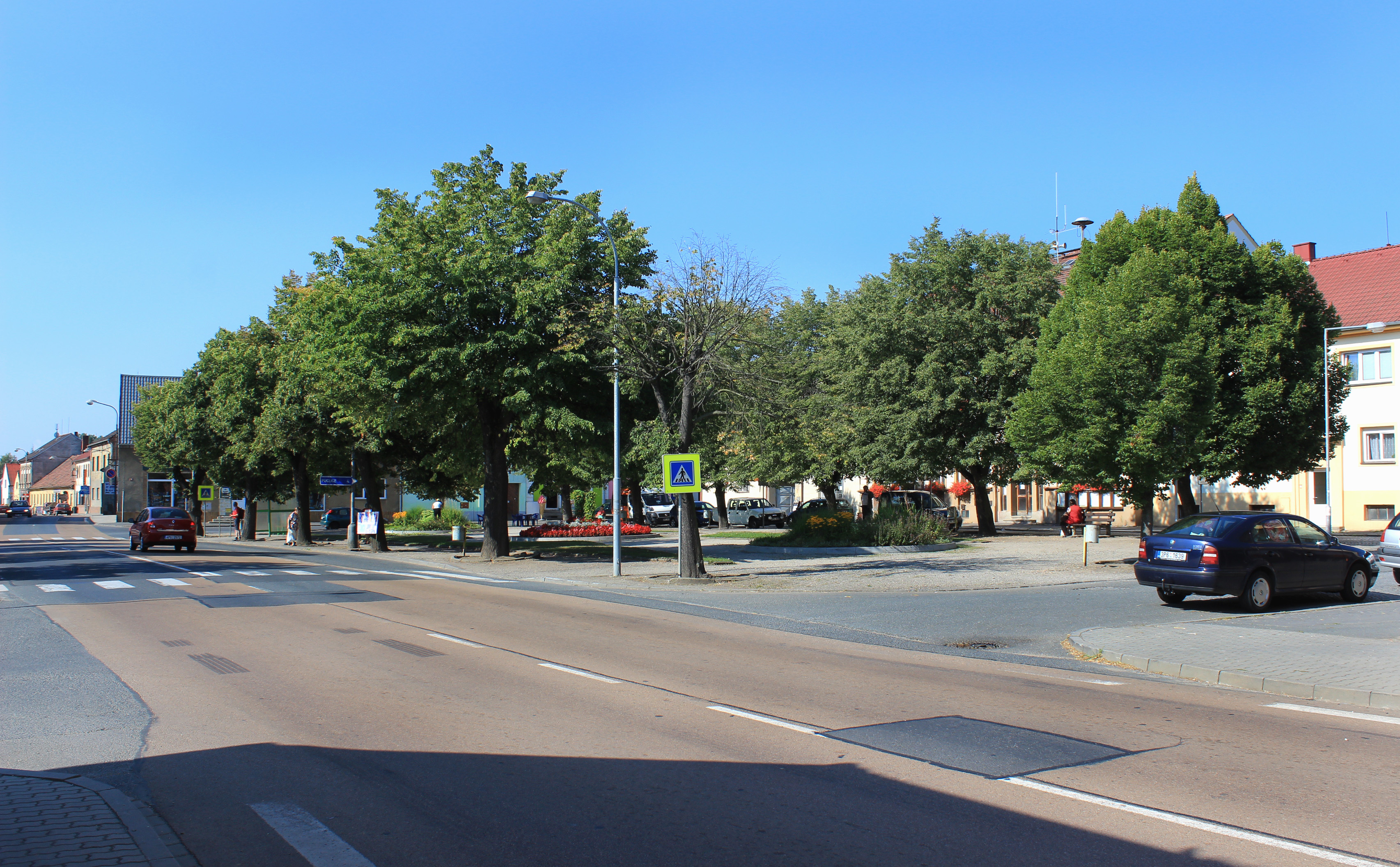
Náměstí T. G. Masaryka
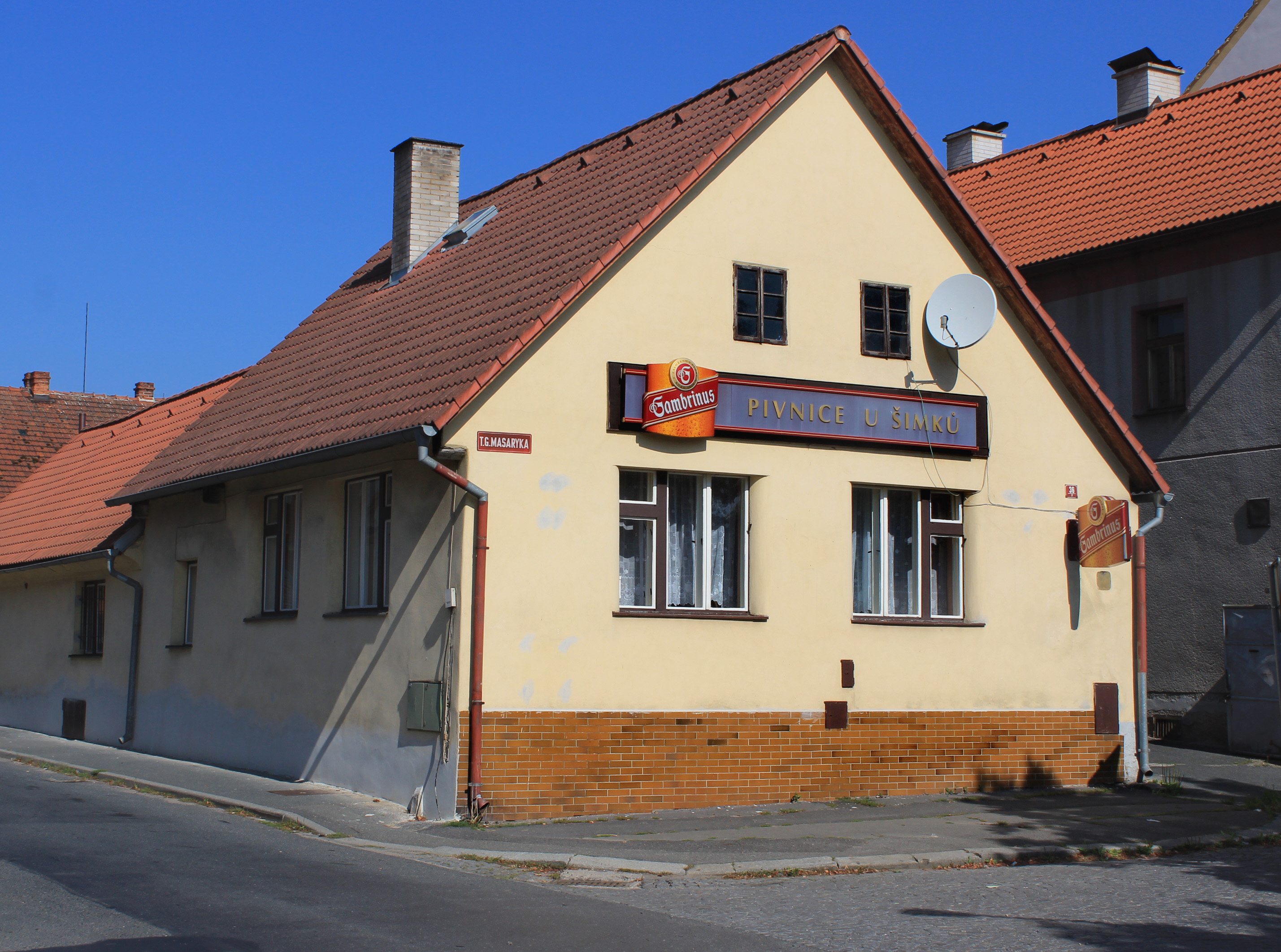
Restaurace na náměstí
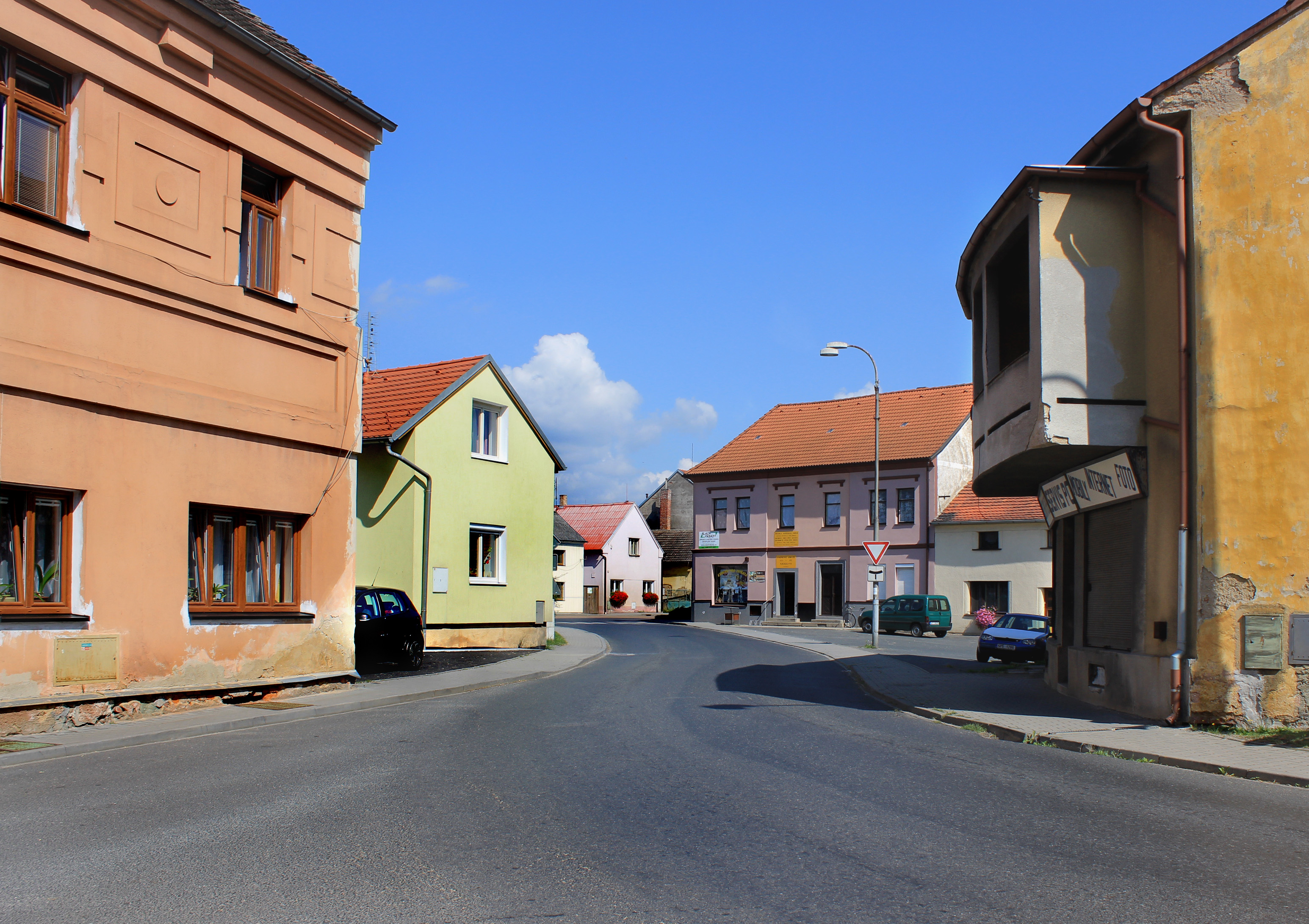
Ulice 28. října